# Мечеть Евлія Касим-паші
Мече́ть Евлія́ Каси́м-паші́ (тур. Evliya Kasımpaşa Camii) — мечеть у центрі міста Едірне, Туреччина, збудована у 1478 році Касим-пашею, який був візирем за часів правління султанів Мурада II та Мехмеда II Фатіха і також відомий як «Авлія» (святий).
Мечеть Евлія Касим-паші розташована на півдні Едірне, у районі Кірішхане на північному березі річки Тунджа, серед зеленої зони. Мечеть має квадратний план, збудована з акуратно обробленого тесаного каменю та перекрита одним куполом. Притвор мечеті не зберігся до наших днів. Більшість сходинок, що вели до мечеті з боку річки та забезпечували доступ для тих, хто прибував водним шляхом, збереглися. На трьох фасадах мечеті розташовано по чотири вікна у два ряди. На західній стіні мечеті знаходиться сонячний годинник. Могила засновника мечеті, Евлія Касим-паші, розташована на хазіре (цвинтарі) при мечеті.
Під час землетрусу 1908 року була зруйнована верхня частина (кавал) мінарету. Через своє розташування на березі річки Тунджа мечеть протягом історії неодноразово страждала від повеней і у 1950 році була закрита для богослужінь та відвідувань. Після того, як питання затоплення було вирішено завдяки проведенню каналізаційних робіт у регіоні, реставраційні роботи розпочалися у листопаді 2024 року.